# Leo Sebastian Humer

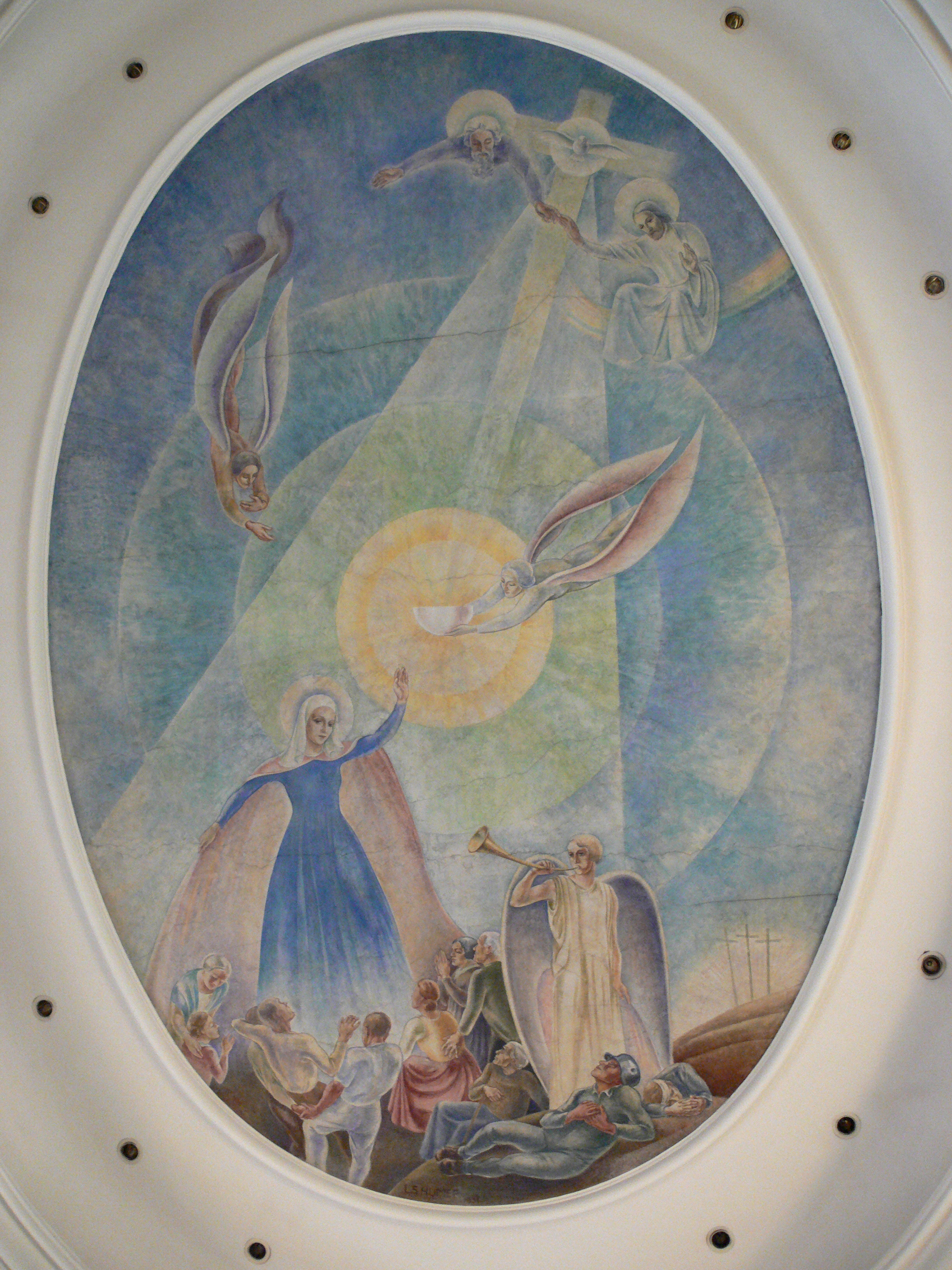
Leo Sebastian Humer: Deckengemälde in der Pfarrkirche Mariahilf („Heldendankkirche“), Bregenz, 1931

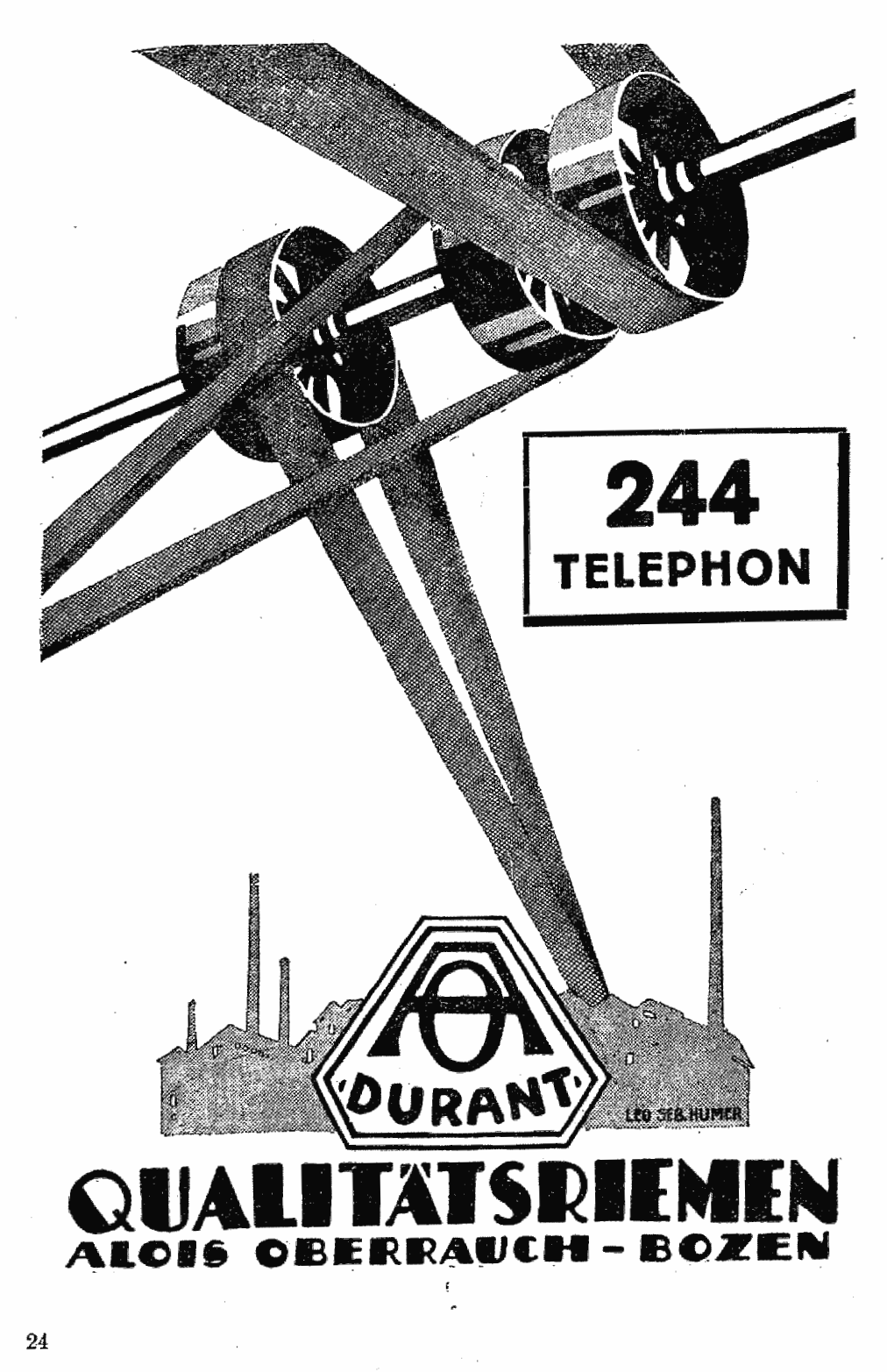
Bozener Werbegrafik Leo Sebastian Humers für Autoriemen (1925)

Leo Sebastian Humer (* 18. Juli 1896 in Brixen, Österreich-Ungarn; † 30. Dezember 1965 in Bregenz) war ein österreichischer Maler und ein Vertreter der Neuen Sachlichkeit.

## Leben
Humer wurde als Sohn eines kaiserlich-königlichen Bezirks-Obersekretärs geboren. Er studierte ab 1918 an der Kunstakademie in München bei Hugo von Habermann und Hermann Groeber. 1921 entwarf er für die Volksabstimmung in Tirol ein Plakat, das für eine deutschnationale Lösung Partei ergriff und sich für den Anschluss Tirols an das Deutsche Reich aussprach. 1925 war er in Innsbruck mit Hans Andre und Wilhelm Nicolaus Prachensky Gründer der Tiroler Künstlervereinigung Waage und organisierte die Wanderausstellung „Tiroler Künstler“, die 1925/26 in Deutschland, zuerst in Gelsenkirchen, dann u. a. in Düsseldorf, Hamburg und München zu sehen war. 1926 zog er nach Düsseldorf, wo er seinen Lebensunterhalt zunächst als Illustrator für Tageszeitungen verdiente. Am 1. Oktober 1932 trat er in die NSDAP ein (Mitgliedsnummer 1.348.406) und wurde nach der Machtergreifung 1933 zum außerordentlichen Professor an die Kunstakademie Düsseldorf berufen. Humer nahm dabei die Position des entlassenen Professors Paul Klee ein. 1940 wurde er in Düsseldorf ordentlicher Professor. Im Zweiten Weltkrieg gehörte Humer einer Propagandakompanie in Belgien und Italien an. 1945 wurde er aus dem Staatsdienst entlassen und siedelte nach Bregenz über.

## Werk
Humers künstlerisches Schaffen erstreckte sich über mehr als drei Jahrzehnte und lässt sich in drei große Werkphasen unterteilen. Diese sind eng an die sich verändernden Aufenthaltsorte und Lebensbedingungen sowie die gesellschaftspolitische Situation gebunden.
Während er im Raum Tirol/Südtirol vor allem Porträts in expressionistischer und später Neusachlicher Manier anfertigte, überwiegen in den Jahren in Deutschland nach der Phase der Illustratorentätigkeit nach 1926, aus der im Theatermuseum Düsseldorf ca. 170 Rollen- und Porträtstudien an den Städtischen Bühnen Düsseldorf erhalten geblieben sind, von 1936 bis 1945 monumentale Auftragsarbeiten in Freskotechnik im Auftrag des NS-Regimes. 1936 führte er in der NS-Ordensburg Krössinsee zwei große Wandmalereien mit den Titeln „Opfer“ und „Aufbau“ aus, die wegen ihrer „befremdenden Stilisierung“ beanstandet und übermalt wurden. Zum Ende des Zweiten Weltkrieges übersiedelt er nach Vorarlberg (1946–1965) und erhielt dort primär Aufträge von der katholischen Kirche. Das Gesamtwerk Leo Sebastian Humers zeichnet sich neben seiner thematischen Vielfalt vor allem auch durch eine große Bandbreite angewandter Kunsttechniken aus.

## Werke
- Waldemar Bonsels (Deutsches Theatermuseum, München), o. A.
- Selbstporträt (Tiroler Landesmuseum Ferdinandeum, Innsbruck), 1920
- Plakat zur Volksabstimmung (Stadtarchiv/Stadtmuseum, Innsbruck), 1921
- Sent M’Ahesa (Tiroler Landesmuseum Ferdinandeum, Innsbruck), 1924
- Ohne Titel (Vorarlberger Landesmuseum, Bregenz), 1925
- Die Siamesin (Maggi Xander) (Tiroler Landesmuseum Ferdinandeum, Innsbruck), 1927
- Entwurfskizze (Veronika) (Tiroler Landesmuseum Ferdinandeum, Innsbruck), 1931
- Entwurfskizze (Pietà) (Tiroler Landesmuseum Ferdinandeum, Innsbruck), 1931
- Studie (Halbfigurenporträt Hilde Zimmermann) (Tiroler Landesmuseum Ferdinandeum, Innsbruck), 1931
- Haflinger Bauernrennen (Tiroler Landesmuseum Ferdinandeum, Innsbruck), 1931
- Deckengemälde und Kreuzwegstationen Pfarrkirche Mariahilf (Heldendankkirche) Bregenz, 1931
- Puppenecke (Brigittchen) (Vorarlberger Landesmuseum, Bregenz), 1945
- Entwurfsserie zu Landesverwaltungsabgabemarken (Vorarlberger Landesmuseum, Bregenz), o. A.
- Entwurf (Pietà) (Vorarlberger Landesmuseum, Bregenz), 1945/46
- Wandbild (F. M. Hämmerle, Dornbirn-Steinebach), 1948
- Skizze (Streichquartett) (Vorarlberger Landesmuseum, Bregenz), 1949
- Sgraffito (Castrum Brigantium, Bregenz-Oberdorf), 1951
- Deckengemälde im Langhaus der Pfarrkirche Egg, 1951
- Kreuzwegstationen (Friedenskirche, Linz-Urfahr), 1951
- Kreuzwegstationen (Franziskanerkirche, Bozen), 1953
- Burghard Breitner (Universität Innsbruck/Dekanat der Medizin, Innsbruck), 1953
- Kreuzwegstationen (St. Gebardskirche/Vorkloster), 1959

## Illustrationen
- Woldemar Graf Uxkull-Gyllenband: Eine Einweihung im alten Ägypten nach dem Buch Toth, mit 22 Rekonstruktions-Zeichnungen im Text von Leo Sebastian Humer nach dem Bildcyklus im Einweihungstempel zu Memphis, Roland, München, 1922
- Josef Urhahn: Rhein-Ruhr-Fibel, mit Illustrationen von Else Wenz-Vietor und Leo Sebastian Humer, Schwann, Düsseldorf, 1940
- Josef Urhahn: Des Kindes Heimat. Eine Fibel für Stadt und Land, mit Illustrationen von Else Wenz-Vietor und Leo Sebastian Humer S. 69–73, Schwann, Düsseldorf, 1943

## Ausstellungen
- 2009: Leo Sebastian Humer 1896–1965. Die Wiederentdeckung eines Unbekannten: Schloss Tirol – Südtiroler Landesmuseum für Kultur- und Landesgeschichte, Dorf Tirol (Südtirol)